# Brodhead (Kentucky)
Brodhead – miasto w Stanach Zjednoczonych, w stanie Kentucky, w hrabstwie Rockcastle.